# Am Himmel
Am Himmel är en kulle i Österrike.   Den ligger i  förbundslandet Wien, i den östra delen av landet, 8 kilometer nordväst om huvudstaden Wien. Toppen på Am Himmel är 400 meter över havet.
Terrängen runt Am Himmel är kuperad åt nordväst, men åt sydost är den platt. Runt Am Himmel är det mycket tätbefolkat, med 3 623 invånare per kvadratkilometer.. Närmaste större samhälle är Wien, 7,5 kilometer sydost om Am Himmel. 
Runt Am Himmel är det i huvudsak tätbebyggt.